# 水産地理学
水産地理学（すいさんちりがく）とは、水産業を地理学的見地から研究する経済地理学の一部門。
部門には
水産養殖地理学、
漁村水産地理学、
漁業地理学
などがある。